# Lucio Topatigh
Lucio Topatigh (* 19. říjen 1965, Gallio, Itálie) je bývalý italský hokejista. Býval přezdíván Il falco di Gallio (Gallijský jestřáb) a je považován za nejlepšího italského hokejistu všech dob.

## Kariéra
Kariéru hokejisty začal v klubu Asiago Hockey a svou premiéru v první italské hokejové lize měl v sezóně 1984/85. V průběhu následující sezóny také debutoval v národním týmu 21. prosince 1985 v zápase hraném v Berlíně proti reprezentaci Německé demokratické republiky. Tento zápas Italové prohráli 3-1. První gól v dresu Itálie dal hned následující den také v zápase proti DDR (prohra 3-2).
Před sezónou 1986/87 odešel do HC Bolzano, kde hrál následujících pět sezón. Za dobu jeho působení Bolzano dvakrát vyhrálo ligu (v letech 1987-88 a 1989-90).
Poté v roce 1991 přestoupil zpět do Asiaga a po dvou letech dále do klubu HC Devils Milano. Tam získal svůj třetí titul italského mistra (1993-94). V následující sezóně se však týmu tolik nedařilo a po ní klub opustil.
Na začátku ročníku 1995/96 hrál za Asiago Alpenligu, na regulérní ligovou sezónu se ale přesunul do Bolzana. Tam slavil ve dvou po sobě jdoucích sezónách titul. Později - v ročníku 1998-99 vyhrál kanadské bodování italské ligy, ale ani to nestačilo na titul, který Bolzano ve finálovém derby ztratilo s HC Merano.
Od sezóny 1999-2000 se "Jestřáb" vrátil definitivně do Asiaga. V prvním roce znovu vyhrál kanadské bodování a dovedl svůj tým do finále proti Bolzanu. Tým Asiaga byl sice favoritem, ale zůstal poražen. Topatigh se mohl utěšovat alespoň ziskem svého prvního poháru Coppa Italia (hokejová obdoba stejnojmenné fotbalové vyřazovací soutěže). V další sezóně se už týmu z Asiaga podařilo na premiérový titul mistra italské ligy dosáhnout a pro Topatigha to byl již sedmý titul v kariéře. Asiago v roce 2001 úspěch korunovalo i vítězstvím v Coppa Italia.
V následujících letech se Asiago snažilo zamezit dominanci milánských Milano Vipers, ale jedinou útěchou byl zisk hokejového superpoháru v sezóně 2003-04. Na konci této sezóny si Topatigh vyzkoušel na šest utkání i ligu in-line hokeje, když nastupoval za tým Ghosts Padova.
Poté, co si vzal několik měsíců na rozmyšlenou, oznámil na webových stránkách Asiago Hockey 2. listopad 2006 pokračování kariéry v následující sezóně.
V sezóně 2007-08 odehrál dalších 8 zápasů a stanovil tak ligový rekord: 19. února 2008 v zápase Aquile FVG Pontebba - Asiago ve věku téměř 43 let měl na svém kontě odehraných 1000 zápasů v nejvyšší italské soutěži. Po sezóně 2007-08 ukončil definitivně svou hráčskou kariéru.
Poté se začal věnovat pekárně, kterou se svou ženou provozuje v rodném Galliu.

## Reprezentace
Itálii reprezentoval na většině vrcholných akcí v devadesátých letech včetně mistrovství světa a olympijských hrách v letech 1992 a 1994. Posledním jeho vrcholným turnajem byly s velkou přestávkou olympijské hry 2006 na domácí půdě v Turíně, kde nastoupil jako čtyřicetiletý. Za Itálii odehrál ke 240 utkání a vstřelil 54 gólů.